# Tomasz Zan

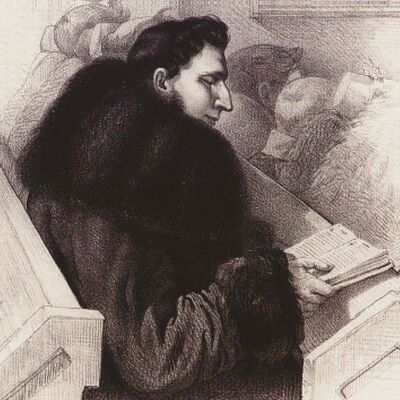
Tomasz Zan

Tomasz Zan, né le 21 décembre 1796 à Miasota (pl) et mort le 19 juillet 1855 à Kochaczyn (be), est un poète, activiste politique, géologue et franc-maçon polonais. 

## Biographie
Tomasz Zan est né dans d'une famille de noblesse polonaise appauvrie en 1796 après les partages de la Pologne, sur le territoire de l'ancienne République des Deux Nations (Pologne-Lituanie) occupé par l'Empire russe.

### Associations estudiantines d'auto-perfectionnement
Il fait ses études à la faculté de mathématiques et de physique de l’Université de Vilnius, où il a été le chef et l'âme d'associations étudiantes. 
Le 1er octobre 1817, avec cinq amis de l'Université, parmi lesquels le poète Adam Mickiewicz, Tomasz Zan fonde l'association secrète des Philomathes (Amateurs de science). Son objectif premier est l'auto-perfectionnement moral et l'entraide dans l'apprentissage et la pratique de l'art d'écrire. Ses slogans sont « patrie, science et vertu ». Il s'agit de préserver la jeunesse de la russification, d'entretenir l'esprit polonais et de raviver l'amour de la Pologne. La société commence alors à fonctionner dans la clandestinité.
En 1820, Zan fonde encore une autre société, celle des Rayonnants, qui fonctionne légalement et sert au recrutement de l'autre. Les statuts de cette société, présentée au recteur de l'Université sous le nom de Towarzystwo Przyjaciół Pożytecznej Zabawy (Société des amis des divertissements utiles), reçoivent son approbation. Les Rayonnants s'organisent en plusieurs cercles, correspondant chacun à la faculté de ses membres étudiants. Zan, fondateur des Rayonnants, affirme qu'autour de l'être humain existent des forces invisibles qui le rendent bon et beau lorsqu'il dégage des émotions positives, et laid et mauvais lorsqu'il produit des émotions négatives. Zan développe également l'idée d'un amour rayonnant. Dans les années 1820-1823, Zan est président de l'association secrète des Philarètes (en).
En mai 1821, sur l'invitation de Jan Chodźko, Zan est admis à la loge maçonnique de l'École de Socrate de Vilnius.
La découverte par la police tsariste des sociétés susnommées entraîne un retentissant procès mené par Nikolaï Novossiltsev, qui fait emprisonner tous les Philomathes dans la nuit du 23 au 24 octobre 1823. Le procès sera ensuite immortalisé dans un des plus grands chefs-d'œuvre de la littérature polonaise et européenne, la troisième partie des Aïeux d'Adam Mickiewicz. 
Pour son activité dans les organisations patriotiques, Tomasz Zan est condamné par les autorités russes à un an de prison puis à l'exil. Avec ses amis Jan Czeczot (en) et Adam Suzin (pl), qui partagent avec lui les peines les plus lourdes, Zan est déporté à Orenbourg. Son auréole du martyre contribue à la légende ultérieure des Philomathes qui deviennent alors modèle pour toutes les associations polonaises de la jeunesse patriotique.

### Exil et explorations
Le Journal de l'exil de Tomasz Zan est le seul récit du destin tragique de la jeunesse polonaise déportée au fond de la Russie à la suite du procès Novossiltsev. Cependant, Zan ne contribue pas au mythe de la Sibérie de la terre maudite, mais au contraire il exalte souvent la beauté de la nature de son lieu d'exil.
Libéré de la prison, Zan trouve un modeste emploi dans l'administration d'Orenbourg. En 1829, il fait connaissance de l'explorateur allemand Alexander von Humboldt qui arrive en Russie à l'invitation du ministre des finances, le comte Georges Cancrin et Nicolas Ier, accompagné de Christian Gottfried Ehrenberg et Gustave Rose. Géologue autodidacte, Zan devient l'assistant de Humboldt et, sous sa direction, mène des recherches minéralogiques. Il se forge alors une réputation de chercheur de pierres. Avec un autre membre des Philomathes condamné à l'exil, Aleksander Chodźko, fils de Jan Chodźko, Zan fonde un musée d'histoire naturelle à Orenbourg. 
En 1831, à la demande des autorités russes, Zan organise une expédition scientifique dans les steppes kirghizes et dans l'Oural. Il y découvre des champs aurifères. La carte géologique réalisée alors par Zan et ses travaux sur les gisements minéraux sont aujourd'hui conservés aux archives des manuscrits d'Orenbourg.
Dans les années 1837-1841, Zan travaille comme bibliothécaire à l'Institut de géologie de Saint-Pétersbourg.  
En 1841, il revient à Vilnius pour travailler au bureau central du corps des ingénieurs des mines. En 1846, il épouse Brygida Świętorzecka, avec qui il a quatre fils. Il s'installe avec sa famille dans le domaine de Kochaczyn (be) où il reste jusqu'à la fin de sa vie. Il décède en 1855 des suites d'une méningite. Il est enterré à Smoliany (ru), près de la ville d'Orcha. 

### Œuvre poétique
Auteur de ballades, d'idylles et d'élégies, y compris Des Adieux, qui, selon la tradition, ont contribué à l'abandon de l'écriture classique par Mickiewicz, Zan écrit également des œuvres satiriques dont le poème héroïcomique La mort de la tabatière (1817-1818) est le plus célèbre. 